# 28222 Neilpathak
28222 Neilpathak este un asteroid din centura principală de asteroizi.

## Descriere
28222 Neilpathak este un asteroid din centura principală de asteroizi. A fost descoperit pe 16 decembrie 1998 la Socorro, New Mexico, în cadrul proiectului LINEAR. Asteroidul prezintă o orbită caracterizată de o semiaxă mare de 2,20 ua, o excentricitate de 0,09 și o înclinație de 4,3° în raport cu ecliptica.